# Inner Life
Gli Inner Life sono stati un gruppo musicale statunitense.

## Storia del gruppo
Gli Inner Life vennero fondati nel 1979 a New York. I loro singoli di maggiore successo furono I'm Caught Up (In a One Night Love Affair) (1979), Ain't No Mountain High Enough (1981), una cover di Ashford & Simpson, e Moment of My Life (1982). Si sciolsero nel 1986.

## Formazione
- Greg Carmichael – produzione
- Leroy Burgess – produzione, voce
- Patrick Adams – produzione
- Jocelyn Brown – voce
- Stan Lucas –  basso

## Discografia

### Album in studio
- 1979 – I'm Caught Up
- 1980 – Inner Life
- 1981 – Inner Life II

### Singoli
- 1979 – I'm Caught Up (In a One Night Love Affair)
- 1980 – I Want to Give You Me
- 1981 – Ain't No Mountain High Enough
- 1981 – (Knock Out) Let's Go Another Round / Live It Up
- 1982 – Moment of My Life
- 1982 – I Like It Like That
- 1983 – No Way
- 1984 – Let's Change It Up
- 1986 – Your Love